# Maud Buquet
Maud Buquet (Clichy, 1975 ...) è un'attrice e produttrice cinematografica francese.
Ha recitato in trenta lungometraggi e film per la TV, lavorando tra l'altro con Claude Brasseur, Christian Clavier, François Berléand e Vincent Cassel. La sua carriera si svolge principalmente tra la Francia e l'Italia, con alcune apparizioni nel Regno Unito ("Heart Break City") e Stati Uniti.
Nel 2015 interpreta Zara, protagonista femminile della commedia satirica Pitza e datteri di Fariborz Kamkari.

## Filmografia

### Attrice

#### Cinema
- Tangier Cop, regia di Stephen Whittaker (1997)
- Serial Lover, regia di James Huth (1998)
- Prima del tramonto, regia di Stefano Incerti (1999)
- Deep in the woods - In fondo al bosco (Promenons-nous dans les bois), regia di Lionel Delplanque (2000)
- Les Frères Sœur, regia di Frédéric Jardin (2000)
- Gamer, regia di Patrick Levy (2001)
- Agents secrets, regia di Frédéric Schoendoerffer (2004)
- Cavalcade, regia di Steve Suissa (2005)
- Le Prix à payer, regia di Alexandra Leclère (2007)
- Callback, regia di Kartik Singh (2010)
- Pitza e datteri, regia di Fariborz Kamkari (2015)

#### Televisione
- Il commissariato Saint Martin (P.J.) – serie TV, episodi 6x4 (2002)
- Largo Winch – serie TV, episodi 2x10 (2003)
- Franck Keller – serie TV, episodi 1x1 (2003)
- La Crim' – serie TV, episodi 8x1 (2003)
- Faites comme chez vous – serie TV, 6 episodi (2005)
- Il giudice e il commissario (Femmes de loi) – serie TV, episodi 6x1 (2005)
- Une famille formidable – serie TV, episodi 6x3 (2006)
- Commissario Navarro (Navarro) – serie TV, episodi 18x4 (2006)
- Codice rosso – serie TV (2006)
- Avocats & associés – serie TV, episodi 15x13 (2007)
- Les guerriers de l'amour – serie TV, episodi 1x1 (2011)
- Le Jour où tout a basculé – serie TV, episodi 2x34 (2012)
- Si près de chez vous – serie TV, episodi 2x3 (2012)
- Sulle tracce del crimine (Section de recherches) – serie TV, episodi 8x9-8x10-8x12 (2014)
- Bella è la vita (Plus belle la vie) – serie TV, 4 episodi (2018)

### Cortometraggi
- Les Amis de Ninon, regia di Rosette (1998)
- Alpha Version Beta, regia di Masayatsu Egushi (1998)
- Personne avant toi, regia di Olivier Lécot (1999)
- Réglement de contes, regia di Jeremy Banster (2000)
- La dernière Bibliothèque, regia di Alexis Dantec (2000)
- Le p'tit pardon, regia di Sophie Riffont (2002)
- Ascenseur pour un boulot, regia di Laurence Côte (2003)
- My Father's Garden, regia di Matthew A. Brown (2003)
- Français langue étrangère, regia di Kartik Singh (2009)
- La culotte, regia di Laurent Firode (2016)

## Doppiatrici italiane
- Patrizia Salerno in Deep in the woods - In fondo al bosco
- Laura Latini in Le prix à payer